# The Darkest Hour
The Darkest Hour (Russisch: Фантом, Fantom) is een Amerikaans-Russische actiesciencefictionfilm uit 2011 en gaat over een paar Amerikaanse jongelui in Moskou tijdens een buitenaardse invasie. De film werd met vernietigende kritieken ontvangen, met scores van 12, 16 en 49% bij respectievelijk Rotten Tomatoes, Metacritic en IMDB. Desondanks was de film financieel redelijk succesvol.

## Verhaal
Ben en Sean hebben een app bedacht en trekken naar de Russische hoofdstad Moskou om financiering te zoeken voor hun bedrijfje. Hun idee wordt hen echter afgepikt door hun Zweedse investeerder Skyler. 's Avonds ontmoeten ze in een nachtclub Natalie en Anne. Ook lopen ze er Skyler tegen het lijf. Als plots de stroom uitvalt gaat iedereen naar buiten, waar de lucht vol neerdalende lichtballen zit. Als ze de grond bereiken blijkt dat de lichtballen mensen en dieren kunnen uitroeien door ze met elektrische energie te verpulveren. Het vijftal verbergt zich in de voorraadkamer van de club. Enige dagen later is het eten op en gaan ze naar buiten, waar ze een verlaten stad aantreffen.
Het wordt duidelijk dat ze met buitenaardse wezens te maken hebben die worden beschermd door een energieveld. In de Amerikaanse ambassade vinden ze een logboek dat duidelijk maakt dat de invasie wereldwijd is en een radio met een Russisch bericht. Terug buiten wordt Skyler gedood. Ze zien licht branden in een appartement en gaan ernaartoe. Een meisje, Vika, brengt hen bij Sergei, die zijn appartement heeft omgebouwd tot een kooi van Faraday. Ze vertaalt ook het bericht, dat melding maakt van een onderzeeër in de Moskva die overlevenden in veiligheid zal brengen. Sergei heeft ook een microgolfwapen gemaakt. Hij wordt echter gedood als Natalie de deur niet dicht krijgt. Ook Anne wordt gedood omdat ze te laat sprong.
Ze gaan op zoek naar de onderzeeër, maar worden belaagd door een buitenaards wezen. Een paar Russische agenten die zich verschanst hebben in een bibliotheek kunnen het echter verjagen met een antitankwapen. Intussen zijn ook gigantische vuurkolommen te zien die volgens de agenten dienen om metalen te ontginnen die de wezens tot voedsel dienen. Drie agenten zullen het vijftal verder begeleiden. Ze dalen af in een metrostation waar Ben Vika's leven redt, maar zelf gedood wordt. De anderen bereiken de rivier en besluiten met een boot op zoek te gaan naar de onderzeeër. Vlak bij de onderzeeër kapseist de boot door een nieuwe vuurkolom die een gebouw aan de kade verwoest.
Al zwemmend bereiken ze de onderzeeër, maar Natalie is nergens te bespeuren. Ze gaan op zoek naar haar op een nabijgelegen fabrieksterrein. Er zijn daar echter ook buitenaardse wezens. Met microgolfwapens schakelen ze de krachtvelden uit om ze vervolgens met vuurwapens te doden. Sean vindt Natalie terug in een trolleybus. Een wezen ontdekt hen daar. Hij verzwakt het met microgolven en doodt het met een stuk van een eerder gedood wezen. Vervolgens nemen ze afscheid van de agenten en vertrekken met de onderzeeër om samen met andere overlevenden de strijd aan te binden met de buitenaardse wezens.

## Rolverdeling
- Emile Hirsch als Sean
- Max Minghella als Ben
- Olivia Thirlby als Natalie
- Rachael Taylor als Anne
- Joel Kinnaman als Skyler
- Veronika Vernadskaya als Vika
- Dato Bakhtadze als Mr. Sergei
- Yuriy Kutsenko als Matvei